# Bradner
Bradner és una població dels Estats Units a l'estat d'Ohio. Segons el cens del 2000 tenia 1.171 habitants.

## Demografia
Segons el cens del 2000, Bradner tenia 1.171 habitants, 445 habitatges, i 322 famílies. La densitat de població era de 741,2 habitants per km².
Dels 445 habitatges en un 35,1% hi vivien nens de menys de 18 anys, en un 56,4% hi vivien parelles casades, en un 11,5% dones solteres, i en un 27,6% no eren unitats familiars. En el 23,8% dels habitatges hi vivien persones soles el 9,7% de les quals corresponia a persones de 65 anys o més que vivien soles. El nombre mitjà de persones vivint en cada habitatge era de 2,63 i el nombre mitjà de persones que vivien en cada família era de 3,09.
Per edats la població es repartia de la següent manera: un 29% tenia menys de 18 anys, un 8,3% entre 18 i 24, un 28,4% entre 25 i 44, un 22,3% de 45 a 60 i un 12% 65 anys o més.
L'edat mediana era de 35 anys. Per cada 100 dones de 18 o més anys hi havia 95,5 homes.
La renda mediana per habitatge era de 35.521 $ i la renda mediana per família de 40.350 $. Els homes tenien una renda mediana de 33.472 $ mentre que les dones 21.719 $. La renda per capita de la població era de 15.000 $. Aproximadament el 9,8% de les famílies i el 12,2% de la població estaven per davall del llindar de pobresa.

## Poblacions més properes
El següent diagrama mostra les poblacions més properes.